# Nancy Langat
Nancy Jebet Langat (22 augustus 1981) is een Keniaanse atlete die zich heeft gespecialiseerd in de middellange afstand. Zij werd in deze discipline wereldkampioene bij de junioren op de 800 m en olympisch kampioene op de 1500 m.

## Loopbaan
Voordat Langat op de Olympische Spelen van 2008 in Peking 1500-meterkampioene werd, had ze al deelgenomen aan de Spelen van 2004 en de wereldkampioenschappen van 2005. Bij beide gelegenheden wist ze de finale niet te bereiken.
In 2009 slaagde Langat er op de WK in Berlijn opnieuw niet in om door te dringen tot de finale. Wel won ze dat jaar de IAAF wereldatletiekfinale.
Het jaar 2010 was een zeer succesvol jaar voor Nancy Langat. Ze won de Afrikaanse titel op de 1500 m, werd eindwinnares op de 1500 m in de IAAF Diamond League 2010-serie en werd kampioene op de 800 en de 1500 m tijdens de Gemenebestspelen in Delhi.
In 2013 bereikte Langat de finale van de WK van Moskou op de 1500 m, waar ze uiteindelijk negende werd.

## Titels
- Olympisch kampioene 1500 m - 2008
- Wereldkampioene 1500 m - 2004
- Afrikaans kampioene 1500 m - 2004, 2010
- Gemenebestkampioene 800 m - 2010
- Gemenebestkampioene 1500 m - 2010
- Wereldjuniorenkampioene 800 m - 2000

## Persoonlijke records
Outdoor
| Onderdeel   | prestatie | Datum         | Plaats       |
| ----------- | --------- | ------------- | ------------ |
| 800 m       | 1.57,75   | 3 juli 2010   | Eugene       |
| 1500 m      | 4.00,13   | 8 juli 2010   | Lausanne     |
| 1 Eng. mijl | 4.28,50   | 27 april 2013 | Philadelphia |

## Palmares

### 800 m
- 1996:  WK U20 - 2.03,21
- 1998:  WK U20 - 2.05,43
- 2000:  WK U20 - 2.01,51
- 2010:  Gemenebestspelen - 2.00,01

### 1500 m
- 2004:  Afrikaanse kamp. - 4.24,56
- 2008: 4e Afrikaanse kamp. - 4.16,19
- 2008:  OS - 4.00,03
- 2009:  Wereldatletiekfinale - 4.13,63
- 2010:  Afrikaanse kamp. - 4.10,43
- 2010: 8e Continental Cup
- 2010:  Gemenebestspelen - 4.05,26
- 2011:  Militaire Spelen - 4.15,42
- 2013: 9e WK - 4.06,01

### veldlopen
- 2005: 8e WK (korte afstand = 4 km) - 13.31

### marathon
- 2012: 9e marathon van Madrid - 3:03.19

### Diamond League-podiumplekken
- 2010:  Qatar Athletic Super Grand Prix 1500 m – 4.01,63
- 2010:  Prefontaine Classic 800 m – 1.57,75
- 2010:  Adidas Grand Prix 1500 m – 4.01,60
- 2010:  Athletissima 1500 m – 4.00,13
- 2010:  DN Galan 1500 m – 4.00,70
- 2010:  Aviva London Grand Prix 1500 m – 4.07,60
- 2010:  Weltklasse Zürich 1500 m – 4.01,01
- 2010:   Diamond League 1500 m
- 2013:  Prefontaine Classic 1500 m – 4.01,41
- 2013:  Sainsbury's Grand Prix 1500 m – 4.04,53

1972: Ljoedmila Bragina ·
1976: Tatjana Kazankina ·
1980: Tatjana Kazankina ·
1984: Gabriella Dorio ·
1988: Paula Ivan ·
1992: Hassiba Boulmerka ·
1996: Svetlana Masterkova ·
2000: Nouria Mérah-Benida ·
2004: Kelly Holmes ·
2008: Nancy Langat ·
2012: Maryam Jamal ·
2016: Faith Kipyegon ·
2020: Faith Kipyegon ·
2024: Faith Kipyegon